# Übereinkommen der Internationalen Arbeitsorganisation
Seit 1919 hat die Internationale Arbeitsorganisation mit den Übereinkommen der Internationalen Arbeitsorganisation und ihren Empfehlungen ein System von internationalen Arbeitsnormen aufgebaut und gepflegt. Diese Arbeitsnormen werden durch die Vertreter der Mitglieder der IAO (Regierungen, Arbeitgeber und Arbeitnehmer) erarbeitet und definieren grundlegende Prinzipien und Rechte in der Arbeitswelt. Dazu gehören Übereinkommen, die rechtlich bindende internationale Abkommen sind, die durch die Mitgliedstaaten ratifiziert werden können, und Empfehlungen, die als Richtlinien dienen. In vielen Fällen definieren die Übereinkommen Grundprinzipien, die durch die Empfehlungen ergänzt werden, wobei es auch selbständige Empfehlungen gibt.
Übereinkommen und Empfehlungen werden auf der jährlichen Internationalen Arbeitskonferenz der IAO durch Zweidrittelmehrheit der Delegierten verabschiedet. Wenn ein Übereinkommen verabschiedet wurde, sind die Mitgliedstaaten der IAO gemäß der Verfassung aufgefordert dieses den „kompetenten Autoritäten“, normalerweise dem Parlament, zur Beratung zwecks Ratifizierung vorzulegen. Wenn ein Übereinkommen ratifiziert wurde, tritt es normalerweise ein Jahr nach dem Ratifizierungsdatum in Kraft. Mit der Ratifizierung verpflichtet sich das Land, das Übereinkommen in seiner nationalen Gesetzgebung und Rechtsprechung umzusetzen und in regelmäßigen Abständen der IAO über diese Umsetzung zu berichten (siehe Beispiele für die Umsetzung von Übereinkommen in der Gesetzgebung Deutschlands).
Diese Berichte der Länder über die Umsetzung der Übereinkommen werden von einer Expertenkommission geprüft. Ein entsprechender Bericht wird zur Internationalen Arbeitskonferenz veröffentlicht. Während der Internationalen Arbeitskonferenz werden ausgewählte Fälle diskutiert.
Darüber hinaus können verschiedene Beschwerdeverfahren gegen Länder lanciert werden, die gegen ein Übereinkommen verstoßen, das sie ratifiziert haben.

## Einordnung der Übereinkommen nach Themen mit Beispielen gültiger Überkommen
Die Übereinkommen der Internationalen Arbeitsorganisation decken ein breites Spektrum von Themen aus der Welt der Arbeit ab. Dabei haben sich die Übereinkommen im Laufe der Zeit verändert. Neue Übereinkommen wurden verabschiedet, andere wurden aktualisiert und andere auch aufgehoben.
Die folgende Übersicht zeigt die Themen und gibt Beispiele gültiger Übereinkommen. Zu nennen sind insbesondere die acht Kernarbeitsnormen (Nr. 87, 98, 29, 105, 100, 111, 138, 182), welche den ersten vier Themen dieser Liste zugeordnet sind.
Themen und Übereinkommen
- Vereinigungsfreiheit, Recht zu Kollektivverhandlungen und Arbeitnehmervertreter
  - Nr. 87 Vereinigungsfreiheit und Schutz des Vereinigungsrechtes, 1948; Nr. 98 Vereinigungsrecht und Recht zu Kollektivverhandlungen, 1949
- Zwangsarbeit
  - Nr. 29 Zwangsarbeit, 1930; Nr. 105 Abschaffung der Zwangsarbeit, 1957
- Beseitigung von Kinderarbeit und Schutz von Kindern und Jugendlichen
  - Nr. 138 Übereinkommen über das Mindestalter für die Zulassung zur Beschäftigung, 1973; Nr. 182 Übereinkommen über das Verbot und unverzügliche Maßnahmen zur Beseitigung der schlimmsten Formen der Kinderarbeit, 1999; Nr. 77 Übereinkommen über die ärztliche Untersuchung der Eignung von Kindern und Jugendlichen zur Arbeit im Gewerbe, 1946
- Chancengleichheit und Gleichbehandlung
  - Nr. 100 Übereinkommen über die Gleichheit des Entgelts männlicher und weiblicher Arbeitskräfte für gleichwertige Arbeit, 1951; Nr. 111 Übereinkommen über die Diskriminierung in Beschäftigung und Beruf, 1958
- Dreigliedrige Beratungen
  - Nr. 144 Übereinkommen über dreigliedrige Beratungen zur Förderung der Durchführung internationaler Arbeitsnormen, 1976
- Arbeitsverwaltung und Arbeitsinspektion
  - Nr. 81 Übereinkommen über die Arbeitsaufsicht in Gewerbe und Handel, 1947; Nr. 150 Übereinkommen über die Arbeitsverwaltung: Rolle, Aufgaben, Aufbau, 1978
- Beschäftigungspolitik und Beschäftigungsförderung
  - Nr. 122 Übereinkommen über die Beschäftigungspolitik, 1964; Nr. 181 Übereinkommen über private Arbeitsvermittler, 1997; Nr. 159 Übereinkommen über die berufliche Rehabilitation und die Beschäftigung der Behinderten, 1983
- Berufsberatung und Berufsausbildung
  - Nr. 140 Übereinkommen über den bezahlten Bildungsurlaub, 1974; Nr. 142 Übereinkommen über die Berufsberatung und die Berufsbildung im Rahmen der Erschließung des Arbeitskräftepotentials, 1975
- Beschäftigungssicherheit
  - Nr. 158 Übereinkommen über die Beendigung des Arbeitsverhältnisses durch den Arbeitgeber, 1982
- Löhne
  - Nr. 94 Übereinkommen über die Arbeitsklauseln in den von Behörden abgeschlossenen Verträgen, 1949; Nr. 95 Übereinkommen über den Lohnschutz, 1949; Nr. 131 Übereinkommen über die Festsetzung von Mindestlöhnen, besonders unter Berücksichtigung der Entwicklungsländer, 1970; Nr. 173 Übereinkommen über den Schutz der Forderungen der Arbeitnehmer bei Zahlungsunfähigkeit ihres Arbeitgebers, 1992
- Arbeitszeit
  - Nr. 14 Übereinkommen über den wöchentlichen Ruhetag in gewerblichen Betrieben, 1921; Nr. 106 Übereinkommen über die wöchentliche Ruhezeit im Handel und in Büros, 1957; Nr. 175 Übereinkommen über die Teilzeitarbeit, 1994; Nr. 171 Übereinkommen über Nachtarbeit, 1990
- Arbeitsschutz und Arbeitsumwelt
  - Nr. 155 Übereinkommen über Arbeitsschutz und Arbeitsumwelt, 1981; Nr. 161 Übereinkommen über die betriebsärztlichen Dienste, 1985; Nr. 115 Übereinkommen über den Schutz der Arbeitnehmer vor ionisierenden Strahlen, 1960; Nr. 139 Übereinkommen über die Verhütung und Bekämpfung der durch krebserzeugende Stoffe und Einwirkungen verursachten Berufsgefahren, 1974; Nr. 148 Übereinkommen über den Schutz der Arbeitnehmer gegen Berufsgefahren infolge von Luftverunreinigung, Lärm und Vibrationen an den Arbeitsplätzen, 1977; Nr. 162 Übereinkommen über Sicherheit bei der Verwendung von Asbest, 1986; Nr. 170 Übereinkommen über Sicherheit bei der Verwendung chemischer Stoffe bei der Arbeit, 1990; Nr. 174 Übereinkommen über die Verhütung von Industriellen Störfällen, 1993; Nr. 120 Übereinkommen über den Gesundheitsschutz im Handel und in Büros, 1964; Nr. 167 Übereinkommen über den Arbeitsschutz im Bauwesen, 1988; Nr. 176 Übereinkommen über den Arbeitsschutz in Bergwerken, 1999; Nr. 184 Übereinkommen über den Arbeitsschutz in der Landwirtschaft; Nr. 190 Übereinkommen über die Beseitigung von Gewalt und Belästigung in der Arbeitswelt, 2019[2]
- Sozialversicherung
  - Nr. 102 Übereinkommen über die Mindestnormen der Sozialen Sicherheit, 1952; Nr. 130 Übereinkommen über ärztliche Betreuung und Krankengeld, 1969; Nr. 128 Übereinkommen über Leistungen bei Invalidität und Alter und an Hinterbliebene, 1967; Nr. 121 Übereinkommen über Leistungen bei Arbeitsunfällen und Berufskrankheiten, 1964; Nr. 168 Übereinkommen über Beschäftigungsförderung und den Schutz gegen Arbeitslosigkeit, 1988; Nr. 118 Übereinkommen über die Gleichbehandlung von Inländern und Ausländern in der Sozialen Sicherheit, 1962; Nr. 157 Übereinkommen über die Einrichtung eines internationalen Systems zur Wahrung der Rechte in der Sozialen Sicherheit, 1982
- Mutterschutz
  - Nr. 103 über den Mutterschutz von 1952[3]
  - Nr. 183 Übereinkommen über die Neufassung des Übereinkommens über den Mutterschutz (Neufassung), 1952
- Sozialpolitik
  - Nr. 117 Übereinkommen über die grundlegenden Ziele und Normen der Sozialpolitik, 1962
- Wanderarbeitnehmer
  - Nr. 143 Übereinkommen über Missbräuche bei Wanderungen und die Förderung der Chancengleichheit und der Gleichbehandlung der Wanderarbeitnehmer, 1975; Nr. 97 Übereinkommen über Wanderarbeiter, 1949
- Seeleute
  - Nr. 147 Übereinkommen über Mindestnormen auf Handelsschiffen, 1976; Nr. 185 Übereinkommen über Ausweise für Seeleute (Neufassung); Nr. 179 Übereinkommen über die Anwerbung und Arbeitsvermittlung von Seeleuten, 1996; Nr. 180 Übereinkommen über die Arbeitszeit der Seeleute und die Besatzungsstärke der Schiffe, 1996; Nr. 166 Übereinkommen über die Heimschaffung der Seeleute (Neufassung), 1987; Nr. 146 Übereinkommen über den bezahlten Jahresurlaub der Seeleute, 1976; Nr. 163 Übereinkommen über die soziale Betreuung der Seeleute auf See und im Hafen, 1987; Nr. 164 Übereinkommen über den Gesundheitsschutz und die medizinische Betreuung der Seeleute, 1987; Nr. 145 Übereinkommen über die Kontinuität der Beschäftigung von Seeleuten, 1976; Nr. 165 Übereinkommen über die Soziale Sicherheit der Seeleute (Neufassung), 1987; Nr. 178 Übereinkommen über die Aufsicht über die Arbeits und Lebensbedingungen der Seeleute, 1996
- Fischer
  - Nr. 125 Übereinkommen über die Befähigungsnachweise der Fischer, 1966
- Hafenarbeiter
  - Nr. 152 Übereinkommen über den Arbeitsschutz bei der Hafenarbeit, 1979
- Eingeborene und in Stämmen lebende Völker
  - Nr. 169 Übereinkommen über eingeborene und in Stämmen lebende Völker in unabhängigen Ländern, 1989
- Spezielle Gruppen von Arbeitnehmern
  - Nr. 110 Übereinkommen über die Arbeitsbedingungen der Plantagenarbeiter, 1958; Nr. 149 Übereinkommen über die Beschäftigung und die Arbeits- und Lebensbedingungen des Krankenpflegepersonals, 1977; Nr. 172 Übereinkommen über die Arbeitsbedingungen in Hotels, Gaststätten und ähnlichen Betrieben, 1991; Nr. 177 Übereinkommen über Heimarbeit, 1996; Nr. 189 Übereinkommen über menschenwürdige Arbeit für Hausangestellte, 2011

## Beispiele für die Umsetzung von Übereinkommen in der Gesetzgebung Deutschlands
Deutschland hat eine bedeutende Zahl von Übereinkommen der Internationalen Arbeitsorganisation ratifiziert, darunter seit der Ratifizierung der Norm Nr. 182 im Jahr 2002 alle acht Kernarbeitsnormen. Entsprechend den mit der Ratifizierung verbundenen Verpflichtungen wurde die Gesetzgebung angepasst. Einige Beispiele solcher Gesetze sind:
- Vereinigungsfreiheit, Recht zu Kollektivverhandlungen und Arbeitnehmervertreter
  - Betriebsverfassungsgesetz
- Beseitigung von Kinderarbeit und Schutz von Kindern und Jugendlichen
  - Jugendschutzgesetz
- Chancengleichheit und Gleichbehandlung
  - Mutterschutzgesetz; Lebenspartnerschaftsgesetz; Bundesgleichstellungsgesetz
- Arbeitszeit
  - Teilzeit- und Befristungsgesetz; Arbeitszeitgesetz